# 瀬川コウ
瀬川 コウ（せがわ コウ、1992年4月15日 -）は、日本の小説家。推理作家。

## 経歴・人物
山梨県生まれ、千葉県在住。東北大学工学部卒業。2014年、「ライトノベル作法研究所」に投稿した『完全彼女とステルス潜航する僕等』が編集者の目に留まり同作でデビュー。小説投稿サイトE★エブリスタ投稿の「謎好き乙女と奪われた青春」でスマホ小説大賞新潮文庫賞を受賞し、同作からはじまる「謎好き乙女」シリーズで人気を得た。

## 作品

### 単行本
- 完全彼女とステルス潜航する僕等（FOOL'S MATE Novels、2014年2月）
- 謎好き乙女と奪われた青春（新潮文庫nex、2015年3月）
- 謎好き乙女と壊れた正義（新潮文庫nex、2015年9月）
- 謎好き乙女と偽りの恋心（新潮文庫nex、2016年2月）
- 謎好き乙女と明かされる真実（新潮文庫nex、2016年10月）
- 今夜、君に殺されたとしても（講談社タイガ、2018年1月）
- 君と放課後リスタート（文春文庫、2018年10月）
- 今夜、君を壊したとしても（講談社タイガ、2018年11月）
- アオハル・ミステリカ (PHPジュニアノベル、2019年1月)

### 寄稿
- 「鍵のゆくえ」（エッセイ） - 『メフィスト』2015 vol.2

## ゲームシナリオ
- 東京クロノス（2019年3月20日発売）

## 関連論文等
- 諸岡卓真[2]「「日常の謎」と隠密――瀬川コウ『謎好き乙女と奪われた青春』論」（初出『層:映像と表現』vol.9（北海道大学大学院文学研究科 映像・表現文化論講座/編） 2016年10月、再録『ベスト本格ミステリ 2017』本格ミステリ作家クラブ 選・編 2017年6月）